# Gembong (Bojongsari)
Gembong is een bestuurslaag in het regentschap Purbalingga van de provincie Midden-Java, Indonesië. Gembong telt 3294 inwoners (volkstelling 2010).